# Suiza en los Juegos Olímpicos de Múnich 1972
Suiza estuvo representada en los Juegos Olímpicos de Múnich 1972 por un total de 151 deportistas que compitieron en 17 deportes.  
La portadora de la bandera en la ceremonia de apertura fue la atleta Urs von Wartburg.

## Medallistas
El equipo olímpico suizo obtuvo las siguientes medallas:
| Nombre                                                                       | Deporte           | Competición             |
| ---------------------------------------------------------------------------- | ----------------- | ----------------------- |
| Oro                                                                          |                   |                         |
| —                                                                            |                   |                         |
| Plata                                                                        |                   |                         |
| Xaver Kurmann                                                                | Ciclismo en pista | Persecución ind. M      |
| Guy Evéquoz Daniel Giger Christian Kauter Peter Lötscher François Suchanecki | Esgrima           | Espada por eqs. M       |
| Alfred Bachmann Heinrich Fischer                                             | Remo              | Dos sin timonel (M2-) M |
| Bronce                                                                       |                   |                         |
| —                                                                            |                   |                         |